# Likedalstjärnen
Likedalstjärnen är en sjö i Torsby kommun i Värmland och ingår i Göta älvs huvudavrinningsområde. Sjön har en area på 0,0529 kvadratkilometer och ligger 426,5 meter över havet. Vid provfiske har abborre och öring fångats i sjön.
Sjön ligger i naturreservatet Lisselberget.

## Delavrinningsområde
Likedalstjärnen ingår i det delavrinningsområde (673078-134902) som SMHI kallar för Ovan Tvärlikan. Medelhöjden är 448 meter över havet och ytan är 57,77 kvadratkilometer. Det finns inga avrinningsområden uppströms utan avrinningsområdet är högsta punkten. Likan som avvattnar avrinningsområdet har biflödesordning 2, vilket innebär att vattnet flödar genom totalt 2 vattendrag innan det når havet efter 441 kilometer. Avrinningsområdet består mestadels av skog (89 procent). Avrinningsområdet har 0,29 kvadratkilometer vattenytor vilket ger det en sjöprocent på 0,5 procent.